# Barbara Jeppe
Pour les articles homonymes, voir Jeppe.

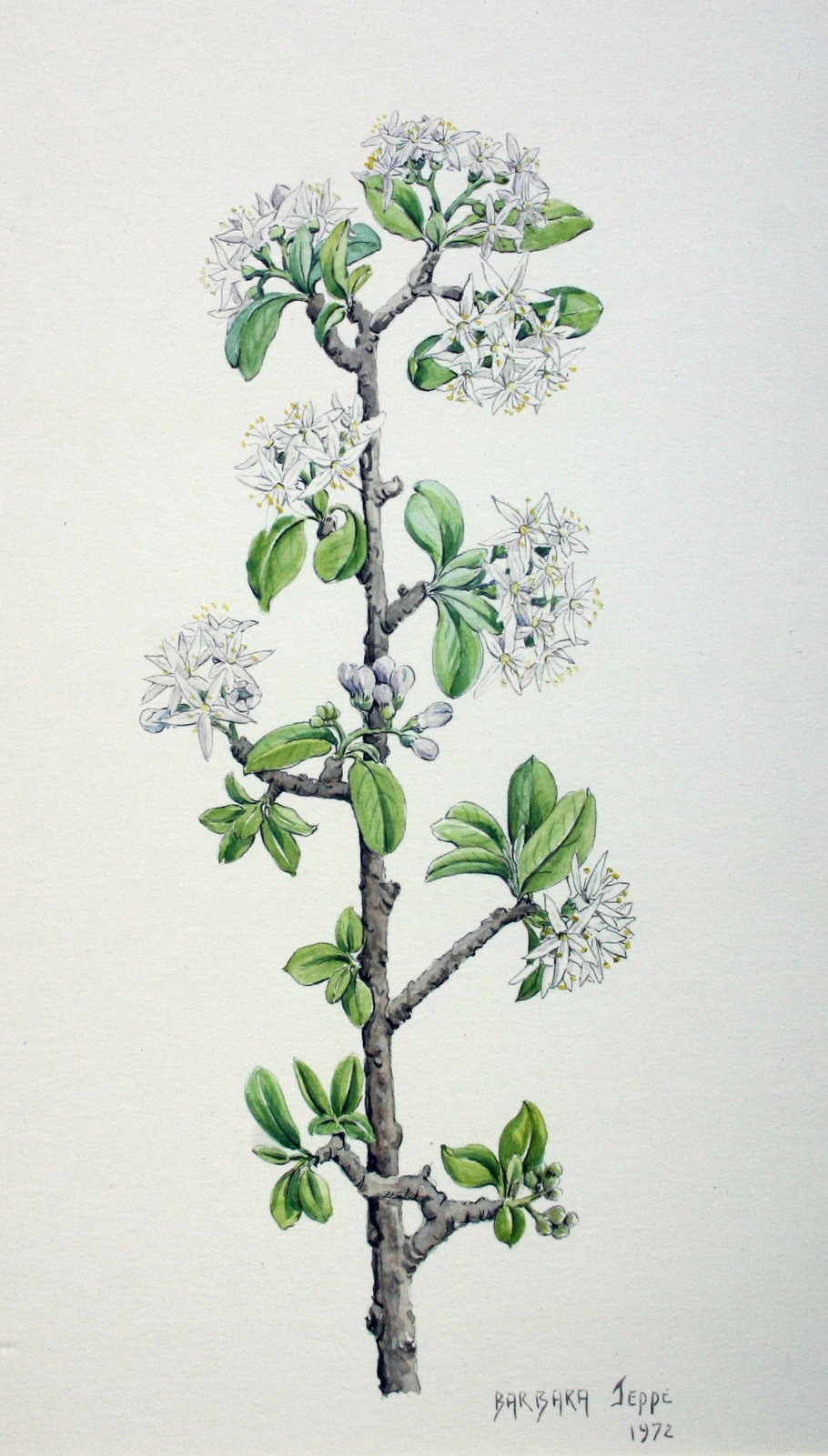
Ehretia rigida

Barbara Jeppe (21 mai 1921, Pilgrim's Rest - 20 juin 1999, Johannesbourg) est une artiste botanique sud-africaine.

## Biographie
Née dans la ville minière de Pilgrim's Rest, elle était la fille de Victor Brereton, arpenteur-géomètre, et de Gladys Evans. Très jeune, sa mère lui a fait découvrir le monde des fleurs sauvages. 
Elle était mariée à Carl Louis Jeppe, un psychiatre. Le couple a eu quatre enfants, Leigh, Marie, Carl et David. Vingt ans après son mariage, elle a illustré son premier livre, Trees and Shrubs of the Witwatersrand (Witwatersrand University Press) avec lequel elle a imprimé sa marque dans le domaine de l'art botanique. 
Sur une période de trois ans, elle a passé un an au Cap, illustrant et écrivant le texte de son livre sur les bulbes du Cap. Cette passion pour les bulbes a abouti à la publication de Spring and Winter Flowering Bulbs of the Western Cape (Oxford University Press). Son travail définitif sur les amaryllidacées en collaboration avec Piet Vorster, n'a pas encore été publié, les illustrations étant terminées par sa fille, Leigh Voigt. 
Outre ses peintures botaniques, Barbara Jeppe avait un grand amour pour les papillons et en a peint beaucoup pour ses amis et sa famille. Elle s'est également aventurée occasionnellement dans la peinture de paysages. 
Elle est décédée à l'âge de 78 ans à Johannesburg de complications après avoir contracté une pneumonie.

## Prix et distinctions
Elle a reçu deux médailles d'or en 1990, l'une décernée par la Botanical Society of South Africa, la médaille d'or Cythna Letty pour sa contribution à des illustrations botaniques en Afrique du Sud, et l'autre décernée par la South African Nurserymen's Association. La Transvaal Horticultural Society lui a décerné une médaille d'argent en 1991. 

## Livres illustrés
- Trees and Shrubs of the Witwatersrand (Witwatersrand University Press)  (ISBN 0-85494-236-X).
- South African Aloes (Purnell, 1974).
- Natal Wild Flowers (Purnell, 1975)  (ISBN 0-360-00203-X).
- Effective Weed Control in Maize and Grain Shorghum (Ciba-Geigy, 1975).
- Namaqualand (Purnell, 1976).
- Acacias, a Field Guide to the Identification of the Species of Southern Africa - Lynette Davidson (Centaur, 1981)  (ISBN 0-620-05609-6).
- South Africa is My Garden (Delta Books, 1984)  (ISBN 0-908387-48-2).
- Cycads of South Africa - Cynthia Giddy (Struik, 1984)  (ISBN 0-86977-195-7).
- Weeds of Crops and Gardens in Southern Africa (Ciba-Geigy, 1985).
- Spring and Winter Flowering Bulbs of the Cape - Graham Duncan (Oxford University Press, Le Cap, 1989).
- Irises (Umdaus Press, 1999)  (ISBN 1-919766-11-1).